# Wereldkampioenschap voetbal 1982 (Groep 4) Oostenrijk - Noord-Ierland
Het duel tussen Oostenrijk en Noord-Ierland was voor de Noord-Ieren de eerste wedstrijd in de tweede ronde bij het WK voetbal 1982 in Spanje. Het duel uit groep 4 werd gespeeld op donderdag 1 juli 1982 (aanvangstijdstip 17:15 uur lokale tijd) in het Estadio Vicente Calderón in Madrid, de thuishaven van de Spaanse voetbalclub Atlético Madrid.
Het was de eerste ontmoeting ooit tussen beide landen, die elkaar ruim drie maanden later opnieuw zouden treffen in een EK-kwalificatiewedstrijd in Wenen. Oostenrijk zou dat duel, gespeeld op 13 oktober 1982, met 2-0 winnen door twee treffers van aanvaller Walter Schachner.
Het WK-duel in Spanje, bijgewoond door 22.000 toeschouwers, stond onder leiding van scheidsrechter Adolf Prokop uit Oost-Duitsland, die werd geassisteerd door lijnrechters Erik Fredriksson (Zweden) en Walter Eschweiler (West-Duitsland). De wedstrijd eindigde in een 2-2 gelijkspel, waardoor Oostenrijk uitgeschakeld was voor een plaats in de halve finales na de 1-0 nederlaag, drie dagen eerder, tegen Frankrijk.
Het duel betekende het achtste en laatste onder leiding van het Oostenrijkse coaching duo Felix Latzke-Georg Schmidt, dat afzwaaide na 99 dagen, vijf overwinningen, één gelijkspel en twee nederlagen. Het tweetal werd opgevolgd door Erich Hof.

## Wedstrijdgegevens
| Oostenrijk | 2 – 2        | Noord-Ierland |
| Bruno Pezzey 51' Reinhold Hintermaier 68' | goals        | 28' Billy Hamilton 75' Billy Hamilton |
| Felix Latzke en Georg Schmidt | bondscoach   | Billy Bingham |
| |              | |
| Friedrich Koncilia Bernd Krauss Erich Obermayer Bruno Pezzey Ernst Baumeister Herbert Prohaska Johann Pregersbauer 46' Anton Pichler Walter Schachner Maximilian Hagmayr 46' Gernot Jurtin | opstellingen | Jim Platt James Nicholl Chris Nicholl Samuel McIlroy Sammy Nelson Martin O'Neill John McClelland Gerald Armstrong Billy Hamilton 68' Norman Whiteside David McCreery |
| Reinhold Hintermaier 46' Kurt Welzl 46' | wissels      | 68' Noel Brotherston |
| |              | |
| Anton Pichler 86' | gele kaarten | |
| | rode kaarten | |

## Overzicht van wedstrijden
| Eerste ronde | | |
| Groep A | Groep B | Groep C |
| Italië – Polen Kameroen – Peru Italië – Peru Kameroen – Polen Polen – Peru Italië – Kameroen                                                       | West-Duitsland – Algerije Chili – Oostenrijk West-Duitsland – Chili Oostenrijk – Algerije Algerije – Chili West-Duitsland – Oostenrijk    | Argentinië – België Hongarije – El Salvador Argentinië – Hongarije België – El Salvador België – Hongarije Argentinië – El Salvador                |
| Groep D | Groep E | Groep F |
| Engeland – Frankrijk Tsjecho-Slowakije – Koeweit Engeland – Tsjecho-Slowakije Frankrijk – Koeweit Frankrijk – Tsjecho-Slowakije Engeland – Koeweit | Spanje – Honduras Joegoslavië – Noord-Ierland Spanje – Joegoslavië Honduras – Noord-Ierland Honduras – Joegoslavië Spanje – Noord-Ierland | Brazilië – Sovjet-Unie Schotland – Nieuw-Zeeland Brazilië – Schotland Sovjet-Unie – Nieuw-Zeeland Sovjet-Unie – Schotland Brazilië – Nieuw-Zeeland |

| Tweede ronde                                            |                                                                     |                                                             |                                                                             |
| Groep 1                                                 | Groep 2                                                             | Groep 3                                                     | Groep 4                                                                     |
| België – Polen België – Sovjet-Unie Polen – Sovjet-Unie | Engeland – West-Duitsland West-Duitsland – Spanje Engeland – Spanje | Italië – Argentinië Brazilië – Argentinië Italië – Brazilië | Frankrijk – Oostenrijk Oostenrijk – Noord-Ierland Noord-Ierland – Frankrijk |
| Halve finales                                           |                                                                     |                                                             |                                                                             |
| Polen – Italië                                          | Polen – Italië                                                      | West-Duitsland – Frankrijk                                  | West-Duitsland – Frankrijk                                                  |
| Troostfinale                                            |                                                                     |                                                             |                                                                             |
| Frankrijk – Polen                                       |                                                                     |                                                             |                                                                             |
| Finale                                                  |                                                                     |                                                             |                                                                             |
| Italië – West-Duitsland                                 |                                                                     |                                                             |                                                                             |